# Minding the Gap
Minding the Gap ist ein englischsprachiger Dokumentarfilm von dem Filmemacher Bing Liu und zugleich dessen erste große Dokumentation. Er handelt von drei jungen Männern aus Rockford in Illinois, deren Leben und Freundschaft durch ihre Liebe zum Skateboarding bestimmt ist.
Der Film wurde von der Kritik durchgehend positiv bewertet. Die Dokumentation gewann beim Sundance Film Festival 2018 den U.S. Documentary Special Jury Award for Breakthrough Filmmaking.
Minding the Gap war bei der Oscarverleihung 2019 in der Kategorie Bester Dokumentarfilm nominiert.

## Rezeption
Der Film wurde auf diversen Festivals zum Gewinner einer Auszeichnung gekürt, am prominentesten auf dem Sundance Film Festival 2018. Kritiker rühmten das Werk einhellig; der Kritik-Aggregator Rotten Tomatoes verzeichnet 124 ausschließlich positive Kritiken bei einer durchschnittlichen Bewertung von 8,7 von 10 Punkten. Beim breiten Publikum fand der Film ebenso viel Anklang; so erhielt der Film in der IMDb 8,3 von 10 Sternen (Stand Januar 2019, 1655 abgegebene Stimmen).

## Festivals und Auszeichnungen
Der Film Minding the Gap lief auf diversen Festivals und wurde mehrfach ausgezeichnet.
Auszeichnungen
- Sundance Film Festival 2018 – U.S. Documentary Special Jury Award for Breakthrough Filmmaking[2]
- New York Film Critics Circle – Bester Nicht-fiktionaler Film
- National Board of Review – Einordnung unter den Top-5-Dokumentationen 2018

Nominierungen
- Der Film wurde für die Oscarverleihung 2019 in der Kategorie Bester Dokumentarfilm nominiert.[3]